# Cratogeomys castanops
Cratogeomys castanops е вид бозайник от семейство Гоферови (Geomyidae).

## Разпространение
Видът е разпространен в Мексико и САЩ (Канзас, Колорадо, Ню Мексико, Оклахома и Тексас).